# Automobiles Reymond
Automobiles Reymond et Cie war ein französischer Hersteller von Automobilen.

## Unternehmensgeschichte
Das Unternehmen aus Chalon-sur-Saône begann 1901 mit der Produktion von Automobilen. Der Markenname lautete Reymond. Im gleichen Jahr endete die Produktion. Nach anderer Quelle dauerte sie bis etwa 1907.

## Fahrzeuge
Soweit bekannt, stellte Automobiles Reymond nur ein Modell her. Für den Antrieb sorgte ein V2-Motor mit 12 PS Leistung. Die Motorleistung wurde mit zwei Ketten an die Antriebsachse übertragen. Das Fahrzeug bot Platz für zwei Personen.
Ein Fahrzeug dieses Herstellers ist erhalten geblieben.